# Berger-Effekt
Der Berger-Effekt (auch Alpha-Blockade oder visuelle Blockade genannt) wurde nach dem Psychiater und Neurologen Hans Berger benannt.
Die messbare Abweichung von der Norm bezeichnet eine Blockade der α- und deren Ersatz durch β-Wellen im Elektroenzephalogramm (EEG) und wird nachweisbar, wenn Probanden, die sich mit geschlossenen Augen im entspannten Wachzustand befinden, ihre Augen öffnen.
Der α-Rhythmus tritt normalerweise bei gesunden, wachen Erwachsenen vor, die bei EEG entspannt sind und die Augen geschlossen haben. Die Frequenz liegt bei 8–13 Hz und die Signalamplitude ist über den okzipitalen Hirnregionen am größten. Da es sich bei dieser Frequenz um eine Art Grundrhythmus des Thalamus im Wachzustand handelt und die Großhirnrinde (Cortex) sozusagen nur „mitschwingt“, spricht man auch von einer synchronisierten Elektroenzephalografie.
In der Diagnostik kann eine fehlenden Alpha-Blockade ein Hinweis auf eine diffuse Hirnfunktionsstörung sein, wobei jedoch die Möglichkeit besteht, dass eine Abweichung von der Norm (ohne weitere Befunde) kein Hinweis auf eine Erkrankung ist.